# 透射电子显微镜

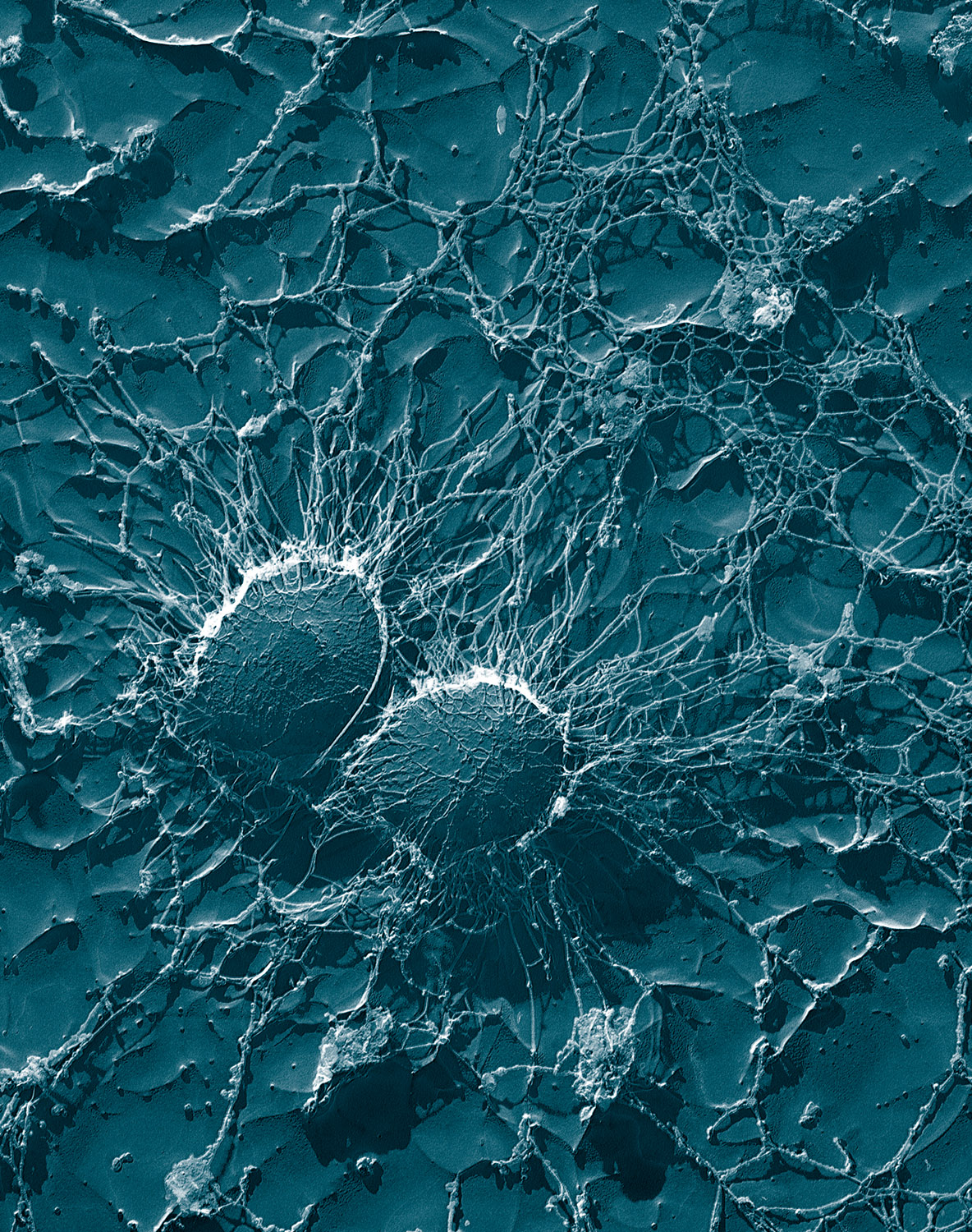
由透射电子显微镜拍摄的葡萄球菌细胞，放大倍数为50000x。

透射电子显微镜（transmission electron microscope，TEM）简称透射电镜，是把经加速和聚集的电子束投射到非常薄的样品上，电子与样品中的原子碰撞而改变方向，从而产生立体角散射。散射角的大小与样品的密度、厚度相关，因此可以形成明暗不同的影像，影像将在放大、聚焦后在成像器件（如荧光屏、胶片、以及感光耦合组件）上显示出来。TEM分为常规透射电镜（conventional TEM，CTEM）与扫描透射电镜（scanning TEM，STEM）两类。
由于电子的德布罗意波长非常短，透射电子显微镜的分辨率比光学显微镜高的很多，可以达到0.1～0.2 nm，放大倍数为几万～百万倍。因此，使用透射电子显微镜可以用于观察样品的精细结构，甚至可以用于观察仅仅一列原子的结构，比光学显微镜所能够观察到的最小的结构小数千倍。TEM在物理学和生物学等相关的许多科学领域中都是重要的分析方法，如癌症研究、病毒学、材料科学、以及纳米技术、半导体研究等等。
在放大倍数较低的时候，TEM成像的对比度主要是由于材料不同的厚度和成分造成对电子的吸收不同而造成的。而当放大率倍数较高的时候，复杂的波动作用会造成成像的亮度的不同，因此需要专业知识来对所得到的像进行分析。通过使用TEM不同的模式，可以通过物质的化学特性、晶体方向、电子结构、样品造成的电子相移以及通常的对电子吸收对样品成像。
第一台TEM由马克斯·克诺尔和恩斯特·鲁斯卡在1931年研制，这个研究團隊于1933年研制了第一台分辨率超过可见光的TEM，而第一台商用TEM于1939年研制成功。

## 历史

### 最开始的研究

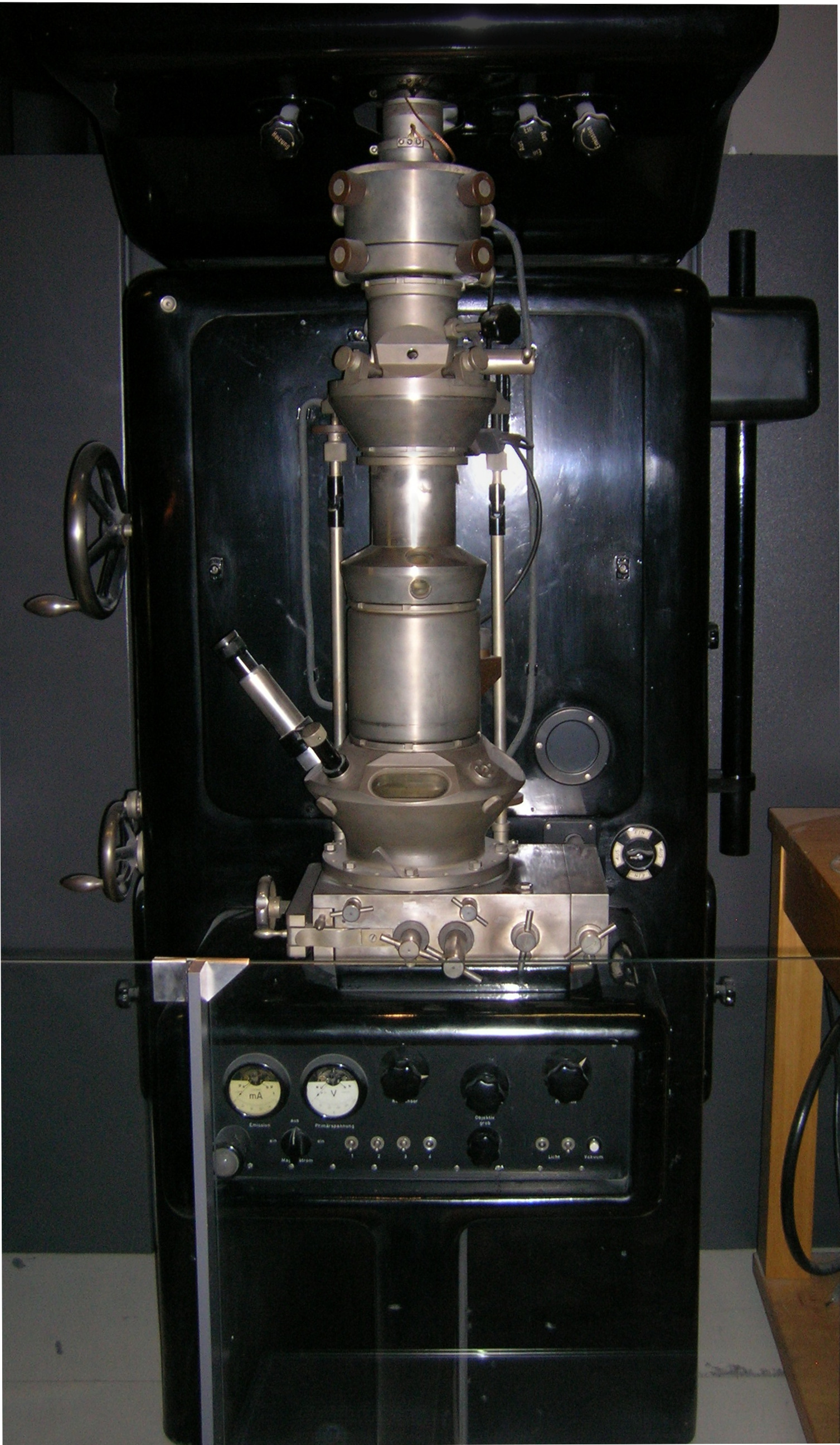
第一部实际工作的TEM，现在在德国慕尼黑的德意志博物馆展出。

恩斯特·阿贝最开始指出，对物体细节的分辨率受到用于成像的光波波长的限制，因此使用光学显微镜仅能对微米级的结构进行放大观察。通过使用由奥古斯特·柯勒和莫里茨·冯·罗尔研制的紫外光显微镜，可以将极限分辨率提升约一倍。然而，由于常用的玻璃会吸收紫外线，这种方法需要更昂贵的石英光学元件。当时人们认为由于光学波长的限制，无法得到亚微米分辨率的图像。
1858年，尤利乌斯·普吕克认识到可以通过使用磁场来使阴极射线弯曲。这个效应早在1897年就由曾经被费迪南德·布劳恩用来制造一种被称为阴极射线示波器的测量设备，而实际上早在1891年，里克就认识到使用磁场可以使阴极射线聚焦。后来，汉斯·布斯在1926年发表了他的工作，证明了制镜者方程在适当的条件下可以用于电子射线。
1928年，柏林科技大学的高电压技术教授阿道夫·马蒂亚斯让马克斯·克诺尔来领导一个研究小组来改进阴极射线示波器。这个研究小组由几个博士生组成，这些博士生包括恩斯特·鲁斯卡和博多·冯·博里斯。这组研究人员考虑了透镜设计和示波器的列排列，试图通过这种方式来找到更好的示波器设计方案，同时研制可以用于产生低放大倍数（接近1:1）的电子光学原件。1931年，这个研究组成功的产生了在阳极光圈上放置的网格的电子放大图像。这个设备使用了两个磁透镜来达到更高的放大倍数，因此被称为第一台电子显微镜。在同一年，西门子公司的研究室主任莱因霍尔德·卢登堡提出了电子显微镜的静电透镜的专利。

### 分辨率改进
1927年，徳布罗意发表的论文中揭示了电子这种本认为是带有电荷的物质粒子的波动特性。TEM研究组直到1932年才知道了这篇论文，随后，他们迅速的意识到了电子波的波长比光波波长小了若干数量级，理论上允许人们观察原子尺度的物质。1932年四月，鲁斯卡建议建造一种新的电子显微镜以直接观察插入显微镜的样品，而不是观察格点或者光圈的像。通过这个设备，人们成功的得到了铝片的衍射图像和正常图像，然而，其超过了光学显微镜的分辨率的特点仍然没有得到完全的证明。直到1933年，通过对棉纤维成像，才正式的证明了TEM的高分辨率。然而由于电子束会损害棉纤维，成像速度須要非常快。
1936年，西门子公司继续对电子显微镜进行研究，他们的研究目的使改进TEM的成像效果，尤其是对生物样品的成像。此时，电子显微镜已经由不同的研究组制造出来，如英国国家物理实验室制造的EM1设备。1939年，第一台商用的电子显微镜安装在了I. G Farben-Werke的物理系。由于西门子公司建立的新实验室在第二次世界大战中的一次空袭中被摧毁，同时两名研究人员丧生，电子显微镜的进一步研究工作遭受極大阻碍。

### 进一步研究
第二次世界大战之后，鲁斯卡在西门子公司继续他的研究工作。在这里，他继续研究电子显微镜，生产了第一台能够放大十万倍的显微镜。这台显微镜的基本设计仍然在今天的现代显微镜中使用。第一次关于电子显微镜的国际会议于1942年在代尔夫特举行，参加者超过100人。随后的会议包括1950年的巴黎会议和1954年的伦敦会议。
随着TEM的发展，相应的扫描透射电子显微镜技术被重新研究，而在1970年芝加哥大学的阿尔伯特·克鲁发明了场发射枪，同时添加了高质量的物镜从而发明了现代的扫描透射电子显微镜。这种设计可以通过环形暗场成像技术来对原子成像。克鲁和他的同事发明了冷场电子发射源，同时建造了一台能够对很薄的碳衬底之上的重原子进行观察的扫描透射电子显微镜。

## 背景知识

### 电子
理论上，光学显微镜所能达到的最大分辨率，d，受到照射在样品上的光子波长λ以及光学系统的数值孔径，NA，的限制：
{\displaystyle d={\frac {\lambda }{2n\sin \alpha }}\approx {\frac {\lambda }{2\,{\textrm {NA}}}}}
二十世纪早期，科学家发现理论上使用电子可以突破可见光光波波长的限制（波长大约400纳米-700纳米）。与其他物质类似，电子具有波粒二象性，而他们的波动特性意味着一束电子具有与一束电磁辐射相似的性质。电子波长可以通过徳布罗意公式使用电子的动能得出。由于在TEM中，电子的速度接近光速，需要对其进行相对论修正 ：
{\displaystyle \lambda _{e}\approx {\frac {h}{\sqrt {2m_{0}E\left(1+{\frac {E}{2m_{0}c^{2}}}\right)}}}}
其中，h表示普朗克常数，m0表示电子的静质量，E是加速后电子的能量。电子显微镜中的电子通常通过电子热发射过程从钨灯丝上射出，或者采用场电子发射方式得到。随后电子通过电势差进行加速，并通过静电场与电磁透镜聚焦在样品上。透射出的电子束包含有电子强度、相位、以及周期性的信息，这些信息将被用于成像。

### 电子源

基本的TEM光学元件布局图。

从上至下，TEM包含有一个可能由钨丝制成也可能由六硼化镧制成的电子发射源。对于钨丝，灯丝的形状可能是别针形也可能是小的钉形。而六硼化镧使用了很小的一块单晶。通过将电子枪与高达10万伏-30万伏的高电压源相连，在电流足够大的时候，电子枪将会通过热电子发射或者场电子发射机制将电子发射入真空。该过程通常会使用栅极来加速电子产生。一旦产生电子，TEM上边的透镜要求电子束形成需要的大小射在需要的位置，以和样品发生作用。
对电子束的控制主要通过两种物理效应来实现。运动的电子在磁场中将会根据右手定则受到洛伦兹力的作用，因此可以使用磁场来控制电子束。使用磁场可以形成不同聚焦能力的磁透镜，透镜的形状根据磁通量的分布确定。另外，电场可以使电子偏斜固定的角度。通过对电子束进行连续两次相反的偏斜操作，可以使电子束發生平移。这种作用在TEM中被用作电子束移动的方式，而在扫描电子显微镜中起到了非常重要的作用。通过这两种效应以及使用电子成像系统，可以对电子束通路进行足够的控制。与光学显微镜不同，对TEM的光学配置可以非常快，这是由于位于电子束通路上的透镜可以通过快速的电子开关进行打开、改变和关闭。改变的速度仅仅受到透镜的磁滞效应的影响。

### 电子光学设备
TEM的透镜可以对电子束进行聚焦，聚焦的角度是一个可以变化的参数，这样TEM就拥有了通过改变透镜线圈、四极子、或者六极子的电流来调节放大倍数的能力。四极子透镜是一种将电磁线圈垂直摆放在正方形的顶点的排列方式，从而使产生了聚焦用的磁场，而六极子配置通过使用六个线圈，提高了磁场的对称性。
一般来说，TEM包含有三级透镜。这些透镜包括聚焦透镜、物镜、和投影透镜。聚焦透镜用于将最初的电子束成型，物镜用于将穿过样品的电子束聚焦，或使电子束聚焦使其穿过样品（在扫描透射电子显微镜的扫描模式中，样品上方也有物镜，使得射入的电子束聚焦）。投影透镜用于将电子束投射在荧光屏上或者其他显示设备，比如胶片上面。TEM的放大倍数通过样品于物镜的像平面距离之比来确定。另外的四极子或者六极子透镜用于补偿电子束的不对称失真，被称为散光。需要注意的是，TEM的光学配置于实际实现有非常大的不同，制造商们会使用自定义的镜头配置，比如球面像差补偿系统 或者利用能量滤波来修正电子的色差。

### 成像设备
TEM的成像系统包括一个可能由颗粒极细（10-100微米）的硫化锌制成荧光屏，可以向操作者提供直接的图像。此外，还可以使用基于胶片或者基于CCD的图像记录系统。通常这些设备可以由操作人员根据需要从电子束通路中移除或者插入通路中。

## 组成结构

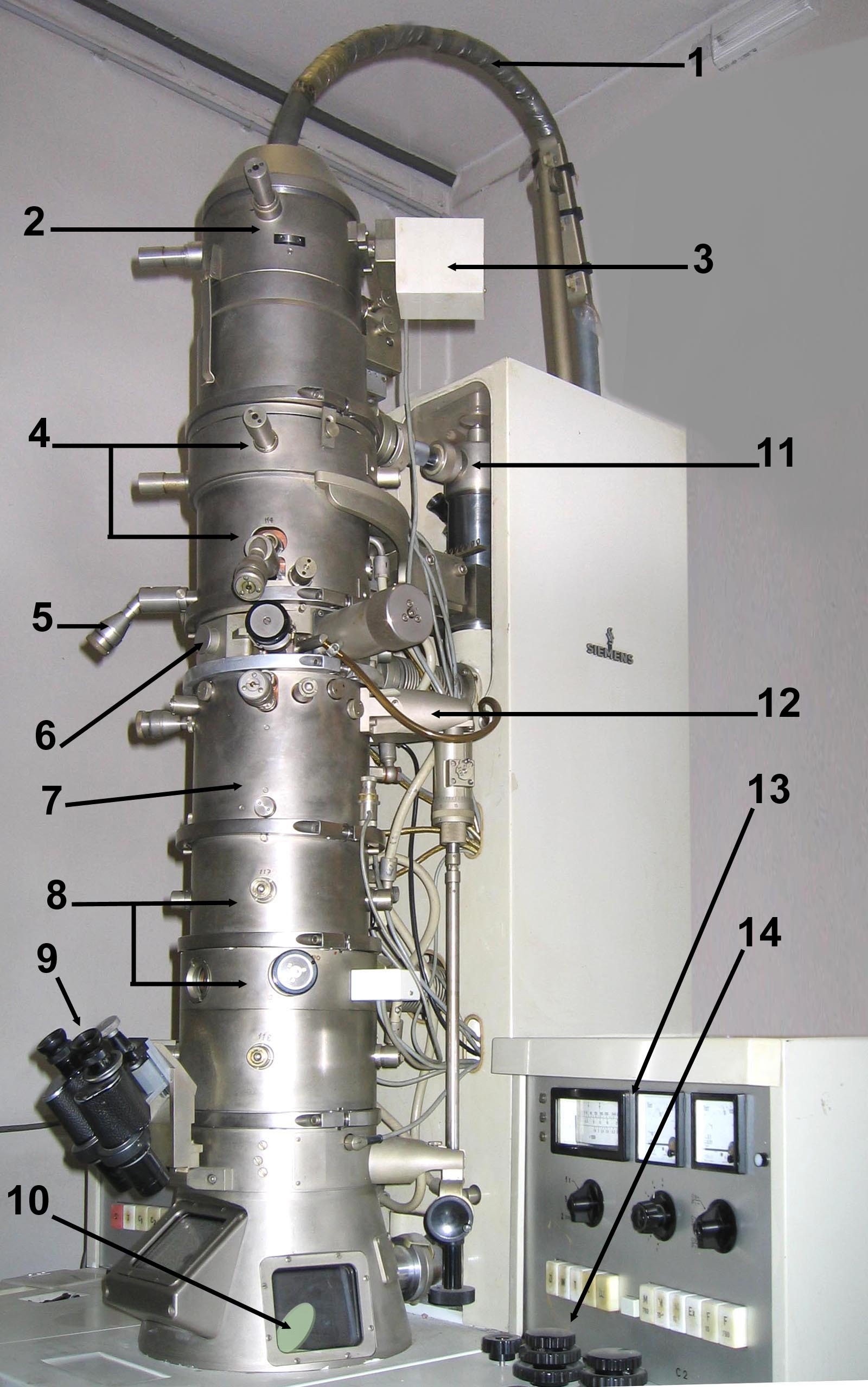
TEM的电子源在顶端，透镜系统（4、7、8）将电子束聚焦于样品上，随后将其投影在显示屏（10）上。控制电子束的设备位于右方（13和14）。

TEM包含有若干元件，其中有一个用于传输电子束的真空系统，用于产生电子束的电子发射源，一系列的电磁透镜，以及静电盘。后两个器件允许操作者按照要求对电子束进行操作。此外，还需要一个设备将样品移入或移出电子束通路，以及在通路中移动。成像设备随后使用射出前述系统的的电子束成像。

### 真空系统
真空系统的作用有两方面，一方面可以在阴极和地之间加以很高的电压，而不会将空气击穿产生电弧，另一方面可以将电子和空气原子的撞击频率减小到可以忽略的量级，这个效应通常使用平均自由程来描述。标准的TEM需要将电子的通路抽成气压很低的真空，通常需要达到10−4帕。由于TEM的元件如样品夹具和胶卷盒需要经常插入电子束通路，或者需要更换，因此系统需要能够重新抽成真空。因此，TEM不能采用永久密封的方法来保持真空，而是需要装备多个抽气系统以及气闸。
用于将TEM抽成达到需要的真空度的真空设备包含有若干级。首先，需要使用旋片泵或者隔膜泵将TEM抽成低真空，以允许涡轮分子泵或者扩散泵将TEM抽至操作所需要的高度真空。为了让低真空泵不必连续运转，而涡轮分子泵连续的进行操作，低压泵的真空端需要与涡轮分子泵级联。TEM不同段可以使用门阀隔离，以允许在TEM的不同的区域达到不同的真空度，例如在高分辨率TEM或者场发射TEM的电子枪处，需要真空度达到 10−4 至 10−7 帕，甚至更高的真空。
高电压TEM需要极高的真空度，通常要达到 10−7 至 10−9 帕以防止产生电弧，特别是在TEM的阴极处。因此高压TEM需要第三个真空系统，同时电子枪与主室使用门阀或者差动泵隔离。差动泵可以防止气体分子扩散入高真空电子枪区域的速度超过气体抽出的速度。对于这种非常低的气压，需要使用离子泵或者吸气材料。
如果TEM的真空度达不到所需要的量级，会引起若干的问题，如进入TEM的气体会通过一种成为电子束致沉淀的过程沉淀于待观察的样品上，或者在更严重的情况下会导致阴极损伤。由于样品导致的真空问题可以通过冷阱技术来吸收样品附近升华的气体。

### 样品台

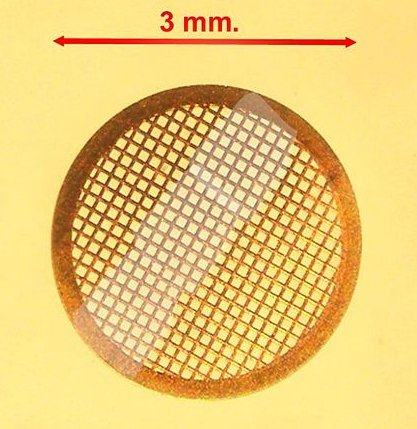
TEM 样品支撑网格，其上有一超薄切片。

TEM样品台的设计包括气闸以允许将样品夹具插入真空中而尽量不影响显微镜其它区域的气压。样品夹具适合夹持标准大小的网格，而样品则放置在网格之上，或者直接夹持能够自我支撑的样品。标准的TEM网格是一个直径3.05mm的环形，其厚度和网格大小只有几微米到100微米。样品放置在内部的网格区域，其直径约2.5mm。通常的网格材料使用铜、钼、金或者铂制成。这个网格放置在与样品台配套的样品夹具上。大多数的样品台和夹具的设计依赖于需要进行的实验。除了3.05mm直径的网格，2.3mm直径的网格偶尔也在实际中使用。这些网格在材料科学领域中得到广泛应用，这是因为经常需要将样品倾斜很大的角度，而样品材料经常非常稀少。对电子透明的样品的厚度约100纳米，但是这个厚度与加速电子的电压相关。
一旦插入TEM，经常需要对样品进行操作以使电子束照射在感兴趣的部分上，例如一个单晶粒在某个特殊的角度的衍射。为了达到这一目的，TEM的样品台需要能够使样品在XY平面平移，在Z方向调节高度，而且通常至少可以在某一方向上对样品进行旋转。因此TEM的样品台必须对样品提供四个运动的自由度。更现代的TEM可以为样品提供了两个方向正交的旋转自由度，这种夹具设计称为双倾斜样品夹具。某些顶端进入或者称为垂直插入的样品台设计在高分辨率TEM研究中曾经很普遍，这种样品台仅有XY平面的平移能力。TEM样品台的设计准则非常复杂，需要同时考虑到机械和电子光学的限制，因此有许多非常独特的设计。
由于TEM的放大倍数很高，样品台必须高度稳定，不会发生力学漂移。通常要求样品台的漂移速度仅有每分钟几纳米，而移动速度每分钟几微米，精度要求达到纳米的量级。早期的TEM设计通过一系列复杂的机械设备来达到这个目标，允许操作者通过若干旋转杆来精确的控制样品台的移动。现代的TEM样品台采用电子样品台的设计，通过步进电机来移动平台，使操作者可以利用计算机输入设备来移动样品台，如操纵杆或轨迹球。
TEM的样品台主要有两个设计，侧入式和顶入式。每种设计都需要配合相应的夹具以允许样品插入电子束通路的时候不会损害TEM的光学性质或者让气体进入TEM的真空区域。

一个单轴倾斜样品夹具，它可以插入TEM的测角仪。倾斜这个夹具可以通过旋转整个测角仪来实现。

通常使用的夹具是侧入式的，样品放置在一个较长的金属杆的尖端，金属通常是黄铜或不锈钢，沿着金属杆是一些聚合物真空环，以保证在将样品插入TEM的时候拥有足够的真空气密性。样品台需要配合金属杆设计，而样品根据TEM物镜的设计或者放在物镜之间或者放在物镜附近。当插入样品台的时候，侧入式夹具的尖端伸入TEM的真空腔中，而其末端处在空气中，真空环形成了气闸。侧入式的TEM夹具的插入过程包括将样品旋转以打开一个微开关，使得样品在插入TEM之前就开始对气闸进行抽真空操作。
第二个设计，顶入式夹具包括一个几厘米长的小盒，盒沿轴有一个钻孔，样品被放置在洞中，可能需要利用一个小的螺丝来将样品固定在合适的位置。样品盒将被插入气闸中，其钻孔与TEM光轴垂直。在密封后，将操作气闸以将样品盒推入正确的位置，这时钻孔将与TEM的光轴一致，电子束将穿过样品盒的钻孔射入样品。这种设计通常无法将样品倾斜，因为一旦倾斜，就会阻碍电子束的通路，或者与物镜发生干扰。

### 电子枪

电子枪的截面图，示意图为电子发射的机制

电子枪由若干基本元件组成：灯丝，偏置电路，韦乃特阴极，还有阳极。通过将灯丝和负电压电源相连，电子可以通过电子枪泵往阳极，并射入TEM的真空腔，从而完成整个回路。电子枪用于使电子以一定的发散角度射出设备，这个角度被称为电子枪发散角，α。通过放置充有比灯丝更多负电荷的韦乃特阴极，呈发散状射出灯丝的电子会在适当的操作下被转变为会聚的形式，其最小大小为电子枪的截面直径。
热电子发射电流强度，J，与发射电子材料的功函数和玻尔兹曼分布有关，关系如下，其中 A 是常数，Φ 是功函数，而T是材料的温度：
{\displaystyle J=AT^{2}\exp \left(-{\frac {\Phi }{kT}}\right)}
这个等式表明，为了达到足够的电流强度，需要将灯丝小心加热，而多余的热量也不能将灯丝损坏，因此需要具有较高熔点的材料，如钨，或者可以选择其他功函数较低的材料，如六硼化镧作为灯丝的材料。此外，六硼化镧和钨热电子源必须加热以使电子可以发射出来，通常可以使用一个小电阻片来达到这一目的。为了防止热冲击，经常需要对电流进行延迟，以阻止热梯度对灯丝的损伤。对六硼化镧材料，这个延迟通常长达数秒钟，而对于钨，这个延迟相对来说非常短。

### 电子透镜

TEM分裂极靴设计透镜示意图

电子透镜对电子束的作用类似于光学透镜对光线的作用，它可以将平行的电子束聚集在固定的焦点。透镜可以使用静电效应，也可以使用磁效应。TEM中使用的电子透镜大多数都使用了电磁线圈以产生凸透镜的作用。这些透镜产生的场必须是径向对称的，否则，磁场透镜将会产生散光等失真现象，同时会使球面像差与色差恶化。电子透镜使用铁、铁钴合金或者镍钴合金、坡莫合金制成 。选择这些材料是由于它们拥有适当的的磁特性，如磁饱和、磁滞、磁导等等。
电磁透镜的主要元件包括外壳、磁线圈、磁极、极靴以及外部控制电路组成。极靴必须制造得非常对称，这样可以提供形成透镜磁场的合适的边界条件。制造极靴的过程中的误差会严重影响磁场的对称性，从而导致透镜在物平面重建像的失真。透镜的空隙的大小、极靴的内径以及尖端的尺度，还有透镜的整体设计经常通过磁场有限元分析来完成，同时还需要考虑到设计的散热和电气限制。
产生透镜磁场的线圈位于透镜的外壳之内。这些线圈中的电流可以变化，然而经常使用很高的电压，因此需要很强的绝缘能力，以防止透镜元件之间发生短路。散热元件需要将由线圈电阻造成的发热散出。线圈可能还需要使用水冷，亦即使用流动的冷水将热量带走。

### 光圈孔径
光圈是环形的金属圆盘，距离光轴超过一定距离的电子将无法通过光圈。这个元件包含的小圆盘厚度足以阻止电子穿过，而中央的电子则可以从空洞穿过。允许中央的电子通过这一性质在TEM中可以同时产生两种效应。首先，光圈使得电子束的强度减弱，对于某些对电子束强度敏感的样品就需要使用光圈。其次，光圈可以去掉散射角过大的电子，从而可以削弱球面像差和色差，以及由于电子和样品发生作用的衍射等等不希望出现的现象。
光圈可能是大小固定的，或者大小可变。他们可以插入电子束通路或者取出，或者在垂直于电子束通路的平面中移动。光圈系统是一种允许操作人员选择不同大小的光圈的机械设备，这样操作人员可以在电子束强度与过滤效应上做出取舍。光圈系统通常需要配合测微计来移动光圈。

## 成像方式
电子束穿过样品时会携带有样品的信息，TEM的成像设备使用这些信息来成像。投射透镜将处于正确位置的电子波分布投射在观察系统上。观察到的图像强度，I，在假定成像设备质量很高的情况下，近似的与电子波函数的时间平均幅度成正比。若将从样品射出的电子波函数表示为Ψ，则
{\displaystyle I(x)={\frac {k}{t_{1}-t_{0}}}\int _{t_{0}}^{t_{1}}\Psi \Psi ^{\mathrm {*} }\,dt}
不同的成像方法试图通过修改样品射出的电子束的波函数来得到与样品相关的信息。根据前面的等式，可以推出观察到的图像强度依赖于电子波的幅度，同时也依赖于电子波的相位。虽然在电子波幅度较低的时候相位的影响可以忽略不计，但是相位信息仍然非常重要。高分辨率的图像要求样品尽量的薄，电子束的能量尽量的高。因此可以认为电子不会被样品吸收，样品也就无法改变电子波的振幅。由于在这种情况下样品仅仅对波的相位造成影响，这样的样品被称作纯相位物体。纯相位物体对波相位的影响远远超过对波振幅的影响，因此需要复杂的分析来得到观察到的图像强度。例如，为了增加图像的对比度，TEM需要稍稍离开聚焦位置一点。这是由于如果样品不是一个相位物体，和TEM的对比度传输函数（衬度传输函数）卷积以后将会降低图像的对比度。

### 对比度信息
TEM中的对比度信息与操作的模式关系很大。复杂的成像技术通过改变透镜的强度或取消一个透镜等等构成了许多的操作模式。这些模式可以用于获得研究人员所关注的特别信息。

#### 亮场
TEM最常见的操作模式是亮场成像模式。在这一模式中，经典的对比度信息根据样品对电子束的吸收所获得。样品中较厚的区域或者含有原子数较多的区域对电子吸收较多，于是在图像上显得比较暗，而对电子吸收较小的区域看起来就比较亮，这也是亮场这一术语的来历。图像可以认为是样品沿光轴方向上的二维投影，而且可以使用比尔定律来近似。对亮场模式的更复杂的分析需要考虑到电子波穿过样品时的相位信息。

#### 衍射对比度

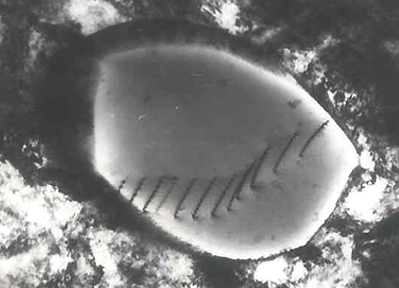
钢铁中原子尺度上晶格错位的TEM图像。

由于电子束射入样品时会发生布拉格散射，样品的衍射对比度信息会由电子束携带出来。例如晶体样品会将电子束散射至后焦平面上离散的点上。通过将光圈放置在后焦平面上，可以选择合适的反射电子束以观察到需要的布拉格散射的图像。通常仅有非常少的样品造成的电子衍射会投影在成像设备上。如果选择的反射电子束不包括位于透镜焦点的未散射电子束，那么在图像上没有样品散射电子束的位置上，也就是没有样品的区域将会是暗的。这样的图像被称为暗场图像。
现代的TEM经常装备有允许操作人员将样品倾斜一定角度的夹具，以获得特定的衍射条件，而光圈也放在样品的上方以允许用户选择能够以合适的角度进入样品的电子束。
这种成像方式可以用来研究晶体的晶格缺陷。通过认真的选择样品的方向，不仅能够确定晶体缺陷的位置，也能确定缺陷的类型。如果样品某一特定的晶平面仅比最强的衍射角小一点点，任何晶平面缺陷将会产生非常强的对比度变化。然而原子的位错缺陷不会改变布拉格散射角，因此也就不会产生很强的对比度。

#### 电子能量损失
通过使用采用电子能量损失谱这种先进技术的光谱仪，适当的电子可以根据他们的电压被分离出来。这些设备允许选择具有特定能量的电子，由于电子带有的电荷相同，特定能量也就意味着特定的电压。这样，这些特定能量的电子可以与样品发生特定的影响。例如，样品中不同的元素可以导致射出样品的电子能量不同。这种效应通常会导致色散，然而这种效应可以用来产生元素成分的信息图像，根据原子的电子-电子作用。
电子能量损失光谱仪通常在光谱模式和图像模式上操作，这样就可以隔离或者排除特定的散射电子束。由于在许多图像中，非弹性散射电子束包含了许多操作者不关心的信息，从而降低了有用信息的可观测性。这样，电子能量损失光谱学技术可以通过排除不需要的电子束有效提高亮场观测图像与暗场观测图像的对比度。

#### 相衬技术
晶体结构可以通过高分辨率透射电子显微镜来研究，这种技术也被称为相衬显微技术。当使用场发射电子源的时候，观测图像通过由电子与样品相互作用导致的电子波相位的差别重构得出。然而由于图像还依赖于射在屏幕上的电子的数量，对相衬图像的识别更加复杂。然而，这种成像方法的优势在于可以提供有关样品的更多信息。

### 衍射模式

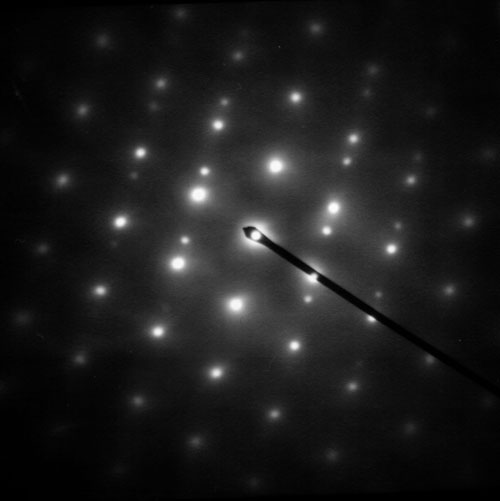
面心立方奥氏体不锈钢孪晶结晶衍射图

如前所述，通过调整磁透镜使得成像的光圈处于透镜的后焦平面处而不是像平面上，就会产生衍射图样。对于单晶体样品，衍射图样表现为一组排列规则的点，对于多晶或无定形固体将会产生一组圆环。对于单晶体，衍射图样与电子束照射在样品的方向以及样品的原子结构有关。通常仅仅根据衍射图样上的点的位置与观测图像的对称性就可以分析出晶体样品的空间群信息以及样品晶体方向与电子束通路的方向的相对关系。
衍射图样的动态范围通常非常大。对于晶体样品，这个动态范围通常超出了CCD所能记录的最大范围。因此TEM通常装备有胶卷暗盒以记录这些图像。

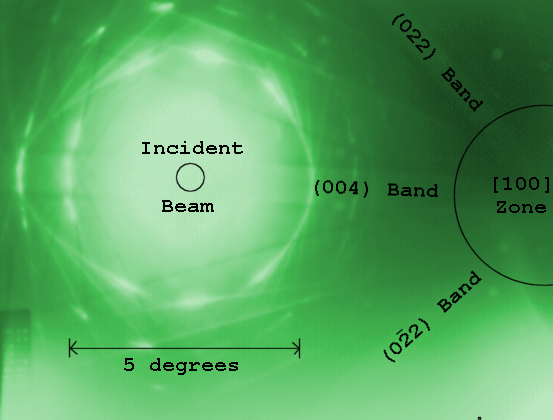
硅晶体产生的会聚电子束菊池线

对衍射图样点对点的分析非常复杂，这是由于图像与样品的厚度和方向、物镜的失焦、球面像差和色差等等因素都有非常密切的关系。尽管可以对格点图像对比度进行定量的解释，然而分析本质上非常复杂，需要大量的计算机仿真来计算。
衍射平面还有更加复杂的表现，例如晶体格点的多次衍射造成的菊池线。在会聚电子束衍射技术中，会聚电子束在样品表面形成一个极细的探针，从而产生了不平行的会聚波前，而汇聚电子束与样品的作用可以提供样品结构以外的信息，例如样品的厚度等等。

## 改进
扫描时间长。

## 成像原理
透射电子显微镜的成像原理可分为三种情况：
- 吸收像：当电子射到质量、密度大的样品时，主要的成相作用是散射作用。样品上质量厚度大的地方对电子的散射角大，通过的电子较少，像的亮度较暗。早期的透射电子显微镜都是基于这种原理。
- 衍射像：电子束被样品衍射后，样品不同位置的衍射波振幅分布对应于样品中晶体各部分不同的衍射能力，当出现晶体缺陷时，缺陷部分的衍射能力与完整区域不同，从而使衍射波的振幅分布不均匀，反映出晶体缺陷的分布。
- 相位像：当样品薄至100Å以下时，电子可以穿过样品，波的振幅变化可以忽略，成像来自于相位的变化。

## 组件
- 电子枪：发射电子，由阴极、栅极、阳极组成。阴极管发射的电子通过栅极上的小孔形成射线束，经阳极电压加速后射向聚光镜，起到对电子束加速、加压的作用。
- 聚光镜：将电子束聚集，可用已控制照明强度和孔径角。
- 样品室：放置待观察的样品，并装有倾转台，用以改变试样的角度，还有装配加热、冷卻等设备。
- 物镜：为放大率很高的短距透镜，作用是放大电子像。物镜是决定透射电子显微镜分辨能力和成像质量的关键。
- 中间镜：为可变倍的弱透镜，作用是对电子像进行二次放大。通过调节中间镜的电流，可选择物体的像或电子衍射图来进行放大。
- 镜：为高倍的强透镜，用来放大中间像后在荧光屏上成像。

此外还有二级真空泵来对样品室抽真空、照相装置用以记录影像。

## 应用
透射电子显微镜在材料科学、生物学上应用较多。由于电子易散射或被物体吸收，故穿透力低，样品的密度、厚度等都会影响到最后的成像质量，必须制备更薄的超薄切片，通常为50～100nm。所以用透射电子显微镜观察时的样品需要处理得很薄。常用的方法有：超薄切片法、冷冻超薄切片法、冷冻蚀刻法、冷冻断裂法等。对于液体样品，通常是挂预处理过的铜网上进行观察。

## 相关联接
- 低温电子显微镜 (cryo-EM)
- 电子衍射
- 电子能量损失谱
- 电子显微镜
- 扫描电子显微镜

## 外部連接
- The National Center for Electron Microscopy, Berkeley California USA
- The National Center for Macromolecular Imaging, Houston Texas USA （页面存档备份，存于）
- The National Resource for Automated Molecular Microscopy, New York USA
- Tutorial courses in Transmission Electron Microscopy （页面存档备份，存于）
- Cambridge University Teaching and Learning Package on TEM Portuguese Web Archive的存檔，存档日期2016-05-17
- Online course on Transmission Electron Microscopy and Crystalline Imperfections （页面存档备份，存于） Dr. Eric Stach (2008).
- Transmission electron microscope simulator (Teaching tool).
- animations and explanations on various types of microscopes including electron microscopes （页面存档备份，存于） (Université Paris Sud)